# Riverview Pines Subdivision
Riverview Pines Subdivision est une communauté située dans la province d'Alberta, dans le centre-ouest.